# Eiichirō Ozaki
Eiichirō Ozaki (japanisch 尾崎 瑛一郎 Ozaki Eiichirō; * 7. Dezember 1984 in der Präfektur Shizuoka) ist ein japanischer Fußballspieler.

## Karriere
Ozaki erlernte das Fußballspielen in der Schulmannschaft der Nissei Gakuen Daini High School. Seinen ersten Vertrag unterschrieb er 2003 bei den Albirex Niigata. Der Verein spielte in der zweiten japanischen Liga, der J2 League. Für den Verein absolvierte er 17 Ligaspiele. Von 2004 bis 2006 wurde er an Albirex Niigata (Singapur) ausgeliehen. Der Verein ist ein Ableger des japanischen Zweitligisten Albirex Niigata, der in der höchsten singapurischen Liga, der Singapore Premier League, spielt. Nach Ende der Ausleihe wurde er am 1. Januar 2007 fest unter Vertrag genommen. Nach insgesamt 87 Erstligaspielen wechselte er im Februar 2008 zum japanischen Drittligisten Gainare Tottori. Der Verein aus der Präfektur Tottori spielte in der damaligen dritten Liga, der Japan Football League. 2010 wurde er mit Gainare Meister der Liga und stieg in die zweite Liga auf. Nach über 100 Spielen für Tottori unterschrieb er im März 2014 einen Vertrag bei Drittligisten Azul Claro Numazu in Numazu. Am Ende der Saison 2016 stieg der Verein als Tabellendritter in die zweite Liga auf. Für Azul Claro absolvierte er insgesamt 166 Spiele. Im Januar 2021 nahm ihn der Fünftligist Fukui United FC unter Vertrag.

## Erfolge
Gainare Tottori
- Japan Football League: 2010  ▲